# Rohff
Rohff, de son vrai nom Housni Mkouboi, né le 15 décembre 1977 à Antananarivo au Madagascar, est un rappeur et acteur franco-comorien. Il est l'un des fondateurs du collectif Mafia K'1 Fry, regroupant initialement des rappeurs issus du Val-de-Marne, tels que Kery James, Karlito, Manu Key, Rim'K, Mokobé, AP, et le groupe Intouchable.
En 1999. il sort en solo son premier album studio, Le Code de l'honneur et devient vite l'un des rappeurs les plus populaires en France. Son plus grand succès demeure le titre Qui est l'exemple ?, classé 3 semaines à la première place du Top 50 et nommé aux NRJ Music Awards 2003 dans la catégorie « Chanson francophone de l'année ».
Tout au long de sa carrière, Rohff a produit 11 albums studio pour 2,2 millions d'albums vendus.

## Biographie

### Jeunesse et débuts
Les parents de Housni se séparent après avoir mis au monde trois garçons et une fille (Housni, Jalloud et Ikbal)[réf. souhaitée]. Sa mère part chercher du travail en France. Housni passe les premières années de sa vie avec ses deux frères et sa grand-mère à Mbéni, au nord de la Grande Comore. En 1985, à l'âge de sept ans, il rejoint sa mère en France à Saint-Ouen (Seine-Saint-Denis).
Lors de son arrivée en France, il ne parle que le comorien (shikomori), langue du groupe swahili qui comprend des emprunts à l'arabe. Il fera de grands efforts pour apprendre le français : « J'ai redoublé d'efforts pour apprendre le français. Je suis attaché à cette langue. » Il intègre l'école dans une classe de remise à niveau.
Après Saint-Ouen, il déménage à Asnières-sur-Seine dans les Hauts-de-Seine puis passe un an aux Ulis dans l'Essonne. Ses petits frères le rejoignent en 1989 ; la famille s'installe alors à Vitry-sur-Seine, cité Robespierre (Val-de-Marne). Housni découvre Vitry-sur-Seine à l'âge de 11 ans quand il emménage dans le même immeuble que Mokobé. Le futur membre du 113 devient son meilleur ami ; il influence beaucoup Housni en lui faisant écouter plusieurs sons de hip-hop, hard-pop ou encore de hightop. Il allait notamment dans les SoundSystem (organisé par Rud Lion) avec certains membre du collectif.
Il se distingue comme un bon élève jusqu'à l'adolescence, puis décroche : « J'ai fait les 400 coups, mais je n'ai jamais été trop loin. Ma culture comorienne m'a toujours permis de me reprendre à temps. » Il se perçoit comme un cas social, suivi par un éducateur qui « avait une pipe, des lunettes double foyer, des bottes de géant vert », et à qui il jetait des seaux d'eau depuis la fenêtre pour l'empêcher d'entrer. Il souhaite alors prendre des cours par correspondance afin de passer son bac : « J'ai tout simplement envie de me cultiver. J'aurais pu aller en seconde générale, et je suis allé en BEP. Un conseiller de désorientation m'avait dit qu'en chaudronnerie, tu pouvais te faire 10 000 francs par mois. BEP structure métallique, c'était pas mon truc. Tous les matins, le prof te tapait sur les pieds pour voir si tu portais tes chaussures de sécurité. »
Il se sent plutôt attiré par le rap, très influencé par le rap américain, notamment des artistes comme Tupac, Dr. Dre, Snoop Dogg ou encore Notorious B.I.G. Il prend le micro pour la première fois à l'âge de 14 ans, à la maison de la jeunesse de sa ville. Le Val-de-Marne est alors un vivier de musiciens abritant plusieurs groupes de rap mais aussi de ragga. Rohff suit le mouvement tout en restant accroché à la rue. Le jeune Housni sort souvent de son secteur, faisant ainsi la connaissance de rappeurs d'autres quartiers, tels que Rim'K et Ap du 113, dans la cité Camille Groult à Vitry-sur-Seine. Continuant d'écrire et rapper, il rencontre Manu Key et Kery James à Choisy-le-Roi et Orly ; ensemble ils fondent le collectif l'Union, devenu plus tard la Mafia K'1 Fry. Rohff passe alors son temps à écrire en studio quand il ne traîne pas dans la rue avec son collectif. Il adopte comme alias ROHFF (acronyme de « Rimeur Original Hardcore Flow Fluide », puis de « Rimeur Offensif Honorant le Fond et la Forme »). Il écrit des textes engagés contre l’État, le système, la police. « Ma mère, elle tombait sur mes cahiers quand elle faisait le ménage, et elle se disait : “Mais qu'est-ce qu'il raconte mon fils ?” Elle, elle était fière de pouvoir dire que je ne manquais de rien. Moi j'écrivais qu'elle avait du mal à payer l'électricité. Alors, elle se sentait limite indigne. »
Rohff est le père de quatre enfants, tous des garçons.

### Le Code de l'honneur(1998-2000)
En 1998, l'artiste participe à la mixtape Première Classe, avec le titre On fait les choses aux côtés des Nèg' Marrons, Mystik et Pit Baccardi. Ce morceau signe sa toute première apparition dans un clip vidéo. Membre de la Mafia K'1 Fry, collectif de rappeurs du Val-de-Marne composé entre autres de Kery James, d'Intouchable, et du 113, il participe à l'EP du collectif, Légendaire, publié en 1999. Il s’attelle également à la production de son premier album solo, Le Code de l'honneur, qui sort fin 1999 sous le label Phénomène Records (label du T.I.N, membre du groupe Expression Direkt). Plusieurs membres de la Mafia K'1 Fry y participent à l'instar de Karlito, Intouchable, 113 et OGB. Bien que l'album ne bénéficie pas d'une grande médiatisation, le bon accueil critique permet au rappeur de signer chez le label Hostile Records pour un deuxième album.

### La vie avant la mort(2001)
Rohff publie en septembre 2001 l'album La Vie avant la mort qui connaît le succès en recevant un disque d'or pour plus de 100 000 ventes, principalement grâce au single Qui est l'exemple ? en duo avec Kayliah, qui atteint la première place du Top 50 pendant trois semaines et s'écoule à plus de 800 000 exemplaires. Il obtient deux nominations aux NRJ Music Awards 2003.
En mai 2002, Rohff collabore avec DJ Abdel et Oliver Cheatham pour le morceau Get Down samedi soir, sur la compilation À l'ancienne Vol.II de DJ Abdel. En 2003, Rohff signe un nouveau single, À bout portant, sur la compilation Fat taf.

### La fierté des nôtres(2004)
Le 21 juin 2004, Rohff publie son troisième album, La Fierté des nôtres. Ce double album (30 titres) est certifié disque d'or et est nommé aux Victoires de la musique 2005 dans la catégorie « Album rap/hip-hop/RnB de l'année ».

### Au-delà de mes limites(2005)
Le 28 novembre 2005, il publie Au-delà de mes limites, son quatrième album (et deuxième double album). Neuf semaines après sa sortie, l'album est certifié disque d'or.
Il apparaît par la suite sur la compilation Talents fâchés Vol. 3 (février 2006) produite par son frère Ikbal Vockal et l'acolyte de celui-ci Alain 2 l'ombre. Avec le rappeur Kamelancien, il cofonde le groupe T1kiet. Ils se séparent peu de temps après[réf. nécessaire]. Vers le milieu des années 2000, Rohff quitte le collectif Mafia K'1 Fry, invoquant des désaccords humains et artistiques. Il reste cependant très proche de Kery James, Mista Flo ou encore Teddy Corona[réf. nécessaire].
En 2006, il apparaît aux côtés du personnage de fiction Tony Montana dans le jeu vidéo inspiré du film Scarface, réalisé par Brian De Palma, pour lequel il compose un morceau pour la bande originale du jeu, titré La résurrection (titre qui sera ajouté sur la réédition de l'album, intitulée Au-delà de mes limites Classics, en avril 2007).
En décembre 2006, Rohff double la voix du personnage Max dans le film Arthur et les Minimoys. En février 2007, lors de L'année du hip-hop 2007, il monte sur scène avec la Mafia K'1 Fry, évoquant un provisoire retour au sein du groupe. Sur la réédition de leur album Jusqu'à la mort, il interprète le titre Gère auprès de Kery James, Dry, Teddy Corona et Princess et le remix de Tout est possible avec Kery James, Dry et AP,  .
Pour la sortie de l'album de TLF, Rohff interprète Pimp My Life. Le 2 juillet 2007, il publie une nouvelle mixtape intitulée Le Cauchemar du rap français, regroupant plusieurs titres remixés, et quelques inédits.

### Le code de l'horreur(2008)
Le 14 décembre 2008, Rohff fait paraître son cinquième album, Le Code de l'horreur (clin d’œil à son premier album, Le Code de l'honneur), mixé à Miami et comportant des featuring avec notamment Amel Bent, Wallen et Junior Reid. Après s'être vendu à 59 000 exemplaires lors de la première semaine, l'album est certifié disque d'or.
En 2009, il est présent sur le CD de TLF, Talents Fâchés Vol. 4 avec le morceau La hagra du rap français. Le 13 mars 2009, il entamé une tournée, La tournée de l'horreur, en France, en Belgique et en Suisse, remplissant notamment l'Olympia de Paris le 14 avril 2009. Le 26 juin 2009, Rohff revient sur scène à Bruxelles à l'occasion de la 20e édition du Festival Couleur Café.
En septembre 2009, il sort plusieurs morceaux dont deux avec les rappeuses Amy et Bushy qui ont également signé chez Foolek Records, le label de Rohff. Le 23 novembre 2009, il sort une réédition du Code de l'horreur, renommée Le code de l'horreur Classics. Il est alors nommé aux MTV Europe Music Awards pour le titre de meilleur artiste français de l'année 2009.

### La cuenta(2010)
Rohff sort son sixième opus, La Cuenta, le 8 décembre 2010, dans lequel se trouvent à nouveau plusieurs collaborations (Zaho, Karim Benzema, Wynter Gordon, La Fouine, Lumidee, Indila, Jena Lee…). L'album s'écoule à 27 677 exemplaires en première semaine, un chiffre inférieur aux espérances du rappeur. L'album sera toutefois certifié disque d'or.
Rohff fait une apparition avec Naj sur le titre Keep Your Eyes On This, puis dans le clip de DJ Khaled Welcome to My Hood. En juin 2011, il rompt son contrat avec Hostile Records.

### P.D.R.G.(2013)
Le 28 mai 2012, il dévoile le titre Trop chaud, puis il participe à l'album de TLF OVNI avec qui il sort le morceau C'est la miff. La même semaine, il publie 4 étoiles avec le rappeur Sultan, dans lequel il s'en prend à Booba.
Le 26 novembre 2012, Rohff dévoile K-Sos Musik, premier morceau de son album P.D.R.G. qui sort le 23 septembre 2013. Alors qu'il devait faire son retour sur scène le 28 septembre 2013 au Stade de France pour le concert Urban Peace 3 qui rassemble également IAM, Orelsan, Sexion d'assaut et Maître Gims, Youssoupha, La Fouine, Psy 4 de la rime et Stromae, il annule sa prestation au dernier moment, en raison d'une réduction de son temps de 13 à 6 minutes et de jets de projectiles lors du passage de La Fouine.
L'album P.D.R.G. s'écoule à 37 000 exemplaires au cours de sa première semaine d'exploitation. Il sera certifié disque d'or trois semaines après sa sortie, pour plus de 50 000 ventes.

### Le Rohff GameetSurnaturel(2015-2020)
Peu de temps après la fin de son incarcération, après que le joueur de foot Samuel Eto'o a payé sa caution, Rohff annonce la sortie de son huitième album, Surnaturel, dans lequel il collabore avec Soprano, Kery James, Lacrim et Kayna Samet. Pour ce projet, Rohff quitte Warner pour rejoindre Universal. Plus tard, il décide de sortir une mixtape intitulée Le Rohff Game pour le 4 décembre 2015, en préparation de Surnaturel. Finalement Rohff change d'avis et décide faire du Rohff Game un album et non une mixtape.
En mars 2016, Rohff quitte Universal. En septembre 2016, il annonce que Surnaturel sera le dernier album de sa carrière, avant de revenir sur cette décision. Surnaturel sort finalement le 14 décembre 2018 et s'écoule à 26 000 ventes en première semaine. En mars 2019, il est certifié disque d'or.

### Grand Monsieur(2021)
Rohff prépare un nouvel album en 2021 et un feat avec Gims, puis il invite au tour de Jul, Naps, Tayc, Dadju, Imen Es, Goulam et Gué Pequeno avec la date de sortie de son dixième album intitulé Grand Monsieur pour le 10 décembre 2021.

### Fitna(2024)
En juin 2023, Rohff dévoile le clip de NotoriHous en feat avec Big Ali. En décembre 2023, Rohff sort le morceau Loyauté comme extrait de son prochain album Fitna prévu pour 2024. Le 8 janvier 2024, il sort le clip de Loyauté qui s'est positionné en première place du Top Tendances sur YouTube. Le 24 avril 2024, il dévoile la tracklist de Fitna avec 16 morceaux et des collaborations avec Lyna Mahyem, AP, Dry, Demon One, Big Ali, Le Rat Luciano et Chil-P. Le 26 avril 2024, il balance le troisième extrait Fraude en feat avec AP du 113 et Dry et Demon One.
Le 21 juin 2024, Rohff sort son onzième album Fitna. Le même jour que la sortie de Fitna, il dévoile le clip du single éponyme. Il a révélé que Fitna devrait être le dernier album de sa carrière mais il continuera à sortir des singles et enchaîner les concerts.

## Style et collaborations musicales

### Influences musicales
Rohff est très influencé par la scène hip-hop des années 1980 et années 1990, bien qu’ayant écouté beaucoup d’artistes de la scène du Rap East Coast tels que The Notorious B.I.G., LL Cool J, le groupe de rap Gang Starr ou Public Enemy, son style musical et ses influences se rapprochent en grande partie du Rap West Coast de Californie. Comme références on peut noter Eazy-E, 2pac,Outlawz, Dr. Dre ou encore Spice 1.
Rohff s’est aussi lancé dans le rap sous l’influence du Val-de-Marne, un département très marqué par la scène rap mais aussi ragga, avec des artistes tels que Lionel D, Little MC, timide et sans complexe, Doudou Masta, Rud Lion, ou encore Tonton David.
Au niveau des sonorités, Rohff est assez éclectique sur chacun de ses albums pouvant exercer sur de l’électro comme on peut le voir avec des morceaux comme TDSI et Animal ou sur du dirty, avec comme exemple passant par le crunk, avec des morceaux comme Dans ma Galaxie, ou La Violence, ou alors plus récemment la trap. Dans la plupart de ses albums les productions empruntent des sonorités de la scène du hip-hop Californien, en particulier dans son huitième album Le Rohff Game.

### Influences cinématographiques
Bien que l’univers de Rohff se caractérise majoritairement par les influences west coast, et la culture rap de son département, il est aussi doté d’influences et références cinématographiques, les plus omniprésente étant celles de Scarface. Dans pratiquement chaque album du rappeur de Vitry-sur-Seine, on peut relever des clins d’œil, et références au film culte de Brian De Palma, des Interlude à la fin de certains morceaux, ou Rohff imite l’accent de Tony Montana, à des punchlines ou gimmick tirés du film.
En plus de Scarface on peut relever une multitude de films liés au monde du banditisme, tels que Le Parrain, (son septième album P.D.R.G devait d'ailleurs s'appeler Padre du Rap Game à l'origine) ou La Cité de Dieu. On peut d'ailleurs apercevoir l'acteur Leandro Firmino jouant le rôle de Zé Pequeno dans le single Zone internationale de l'album La Fierté des nôtres.

### Style et univers
Dans l’écriture, Rohff évoque plusieurs thèmes tout au long de sa carrière, tels que les rapports humains, la vie en cité, la religion, l’amour, ses origines et le succès. La plupart de ses textes s’inspirent essentiellement de ses expériences personnelles.
Au niveau du style de prestation, Rohff est un rappeur qui se base généralement sur la performance, spécialiste des morceaux fleuve sans refrain de plus de 8 minutes, Rohff varie sa manière de poser sur l’instrumental au fur et à mesure des couplets, pouvant démontrer des flows virulents, lents ou plus rapides, avec des intonations plus saccadées ou plus claires dans la voix. Il évoque dans une interview que son but était toujours de proposer divers flows et manières de rapper dans un même morceau, prenant des rappeurs tels que Lil Wayne, ou Eminem comme challenge dans le style « kickage ». Adepte du « Rap Freestyle », Rohff est d’ailleurs à l’origine de la naissance des prestations live de plus de 30 minutes, interprétées sur la radio Skyrock, prestations que l’on nommera « Les freestyles d’anthologie ». Même si Rohff peut livrer des morceaux plus doux en fonction des thèmes abordés, ce genre de style peut se définir comme étant sa spécialité.
Bien que réputé et très connu pour ce style « Rap Freestyle », la force principale de Rohff se concentre sur la réalisation de morceaux dans lesquels ce dernier se livre, et par-dessus tout, dans lesquels la plupart des auditeurs se reconnaissent et se retrouvent, ayant déjà connu ou dû faire face au genre de situation que le rappeur va aborder dans le morceau. Dans cette catégorie, on peut relever des morceaux comme Regretté, Message à la racaille, Dounia, Mal à la vie, ou encore Génération Sacrifiée, morceaux majoritairement appréciés par le public rap pour leur transparence.
Durant sa carrière Rohff a aussi popularisé des gimmicks propres à lui, tels que Ewa , ou Tchiki, ainsi que des expressions, comme Ca fait zizir, La Werss ou alors les plus connues de tous, En mode.
Il a aussi ramené dans le langage courant des mots arabes tels que « La Hess » (voulant dire la misère), ainsi que des termes comme Le Rap Game ou bien Zumba depuis utilisés fréquemment dans le milieu du rap français. Le terme zumba a été ramené par Rohff à la suite de sa mini-embrouille avec Gims sur Twitter en 2013 et reprochant à son album solo Subliminal son virage très chanté et très pop éloigné selon lui du rap pur et dur.

### Collaborations
Rohff collabore avec plusieurs artistes pour ses projets et autres projets externes, tels que Lino, Kery James, Intouchable, Le Rat Luciano, Alibi Montana, Sefyu, Kamelancien, Lacrim, Niro, La Fouine, Mac Tyer & Mac Kregor (Tandem), Wallen, Kayna Samet, Amel Bent, Imen ES, Mike Lucazz, Rim'K, Mokobé, Manu Key, Leck, Naps, Gims, Dadju, Jul, Sultan, YL Elams, TLF, Zaho, Indila, Jena Lee, Six, Nej, Nassi ou encore L-Kaiss, mais aussi des artistes américains comme, Lumidee, et Pharrell Williams. Il invite même le joueur de football Karim Benzema à venir enregistrer sur son morceau Fais moi la passe.

## Affaires judiciaires

### 2002: tirs à l'arme à feu
En 2005, Rohff est condamné à quatre ans d'emprisonnement, dont trois avec sursis avec mise à l'épreuve pendant deux ans, pour avoir tiré avec une arme à feu sur deux personnes à la sortie d'une boîte de nuit à Ivry-sur-Seine en 2002. Il n'a cependant pas été incarcéré.

### 2007: rixe contre MC Jean Gab'1
Le 21 juillet 2007, il participe avec Kery James et quelques amis à une rixe avec MC Jean Gab'1, à la suite de son titre J't'emmerde où ce dernier attaquait plusieurs rappeurs français.

### 2007: menace son petit frère avec une arme
Dans la nuit du 23 juillet 2007, Rohff est interpellé par la police à Joinville-le-Pont, plus précisément dans la cité Barbusse, pour port d'arme, un 357 Magnum de marque Taurus, dans un fast-food Quick de Villejuif où il avait menacé son petit frère avec cette arme ; il en parle notamment dans le morceau Testament, qu'il a d'ailleurs écrit en prison, présent dans l'album Le Code de l'horreur : « Pourquoi tu cours en criant : « Police ! au secours ! » ? J'allais pas te tirer dessus, mais peut-être te crosser, par amour… ». Placé en garde à vue à Villejuif le 24 juillet, Rohff est déféré le lendemain soir à Créteil pour être jugé le 26, en comparution immédiate pour violence avec armes,. Il est condamné le 26 juillet 2007, à 5 mois de prison ferme par le parquet de Créteil pour « détention d'arme ». Il a été incarcéré à la maison d'arrêt de Fresnes. Il sort de prison le 27 novembre 2007 à l'occasion du concert de 50 Cent à Bercy, dont il assure la première partie. Il est resté pendant plusieurs mois en liberté conditionnelle avec un bracelet électronique.

### 2014: violence dans une boutique Unküt
Le 21 avril 2014 en fin d'après-midi, une violente agression se déroule dans une boutique de vêtements du 1er arrondissement parisien distribuant Unküt, la marque du rappeur Booba. Elle oppose un groupe d'une dizaine de personnes au vendeur de 19 ans de la boutique qui est roué de coups. Selon les premiers éléments de l'enquête, Rohff a été reconnu parmi les assaillants. Le rappeur s'est rendu de lui-même, mardi vers 4 heures du matin, dans les locaux du 1er district de la police judiciaire, accompagné de son avocat, Francis Terquem, l'un des ténors du barreau parisien, « pour s'expliquer », selon une source proche de l'enquête. Il a ensuite été placé en garde à vue. Il avoue aux enquêteurs avoir porté les premiers coups à la victime. À la suite de cette agression, Rohff est mis en détention.
Le 27 octobre 2017, Rohff est condamné à cinq ans de prison ferme pour « violences aggravées », à la suite des faits qui lui sont reprochés en date du 21 avril 2014. Il fait appel.
Le 6 juin 2019, sa peine est confirmée. Il est libéré 5 mois plus tard le 22 novembre de la même année.

### 2016: accusation de violence conjugale
Le lundi 26 septembre 2016, sa femme porte plainte contre lui au commissariat de Saint-Maur-des-Fossés pour violences conjugales. « Elle se serait confiée sur son quotidien infernal : « l'obligation de porter le voile », le reproche permanent « de ne pas agir en bonne musulmane » ». Une ancienne compagne, Maeva Anissa, évoque des difficultés similaires avec l'obligation de porter le voile. L'audience, qui a lieu le 29 septembre, est tendue. Rohff déclare « Entre nous, c’est devenu malsain et violent... mais si j’administre un coup de poing à Madame, elle y reste. Je fais de la boxe. », « Il aurait voulu lui faire porter le voile, elle, insulterait leur fils. Il serait antisémite, elle, bipolaire. ». La jeune femme retire sa plainte « je sais que j’ai bien fait. C’est ce que m’avait conseillé ma famille. Mon fils n’aura pas un papa en prison », Rohff est relaxé le 29 septembre.

## Controverses

### Conflit avec Booba
D'après le site Booska-P, l'inimitié entre Rohff et Booba date de 2001 où les deux rappeurs participent au morceau CRU - C'est nous la rue avec Rim'K et qui devait sortir sur La vie avant la mort, deuxième album solo de Rohff. À l'époque, les deux rappeurs s'appréciaient beaucoup, Booba rendant souvent hommage à la Mafia K'1 Fry, le collectif dont faisait partie Rohff et que le groupe Lunatic (composé de Booba et de son compère Ali) voulait même rejoindre selon les dires de Rohff (chose que démentira cependant Booba).
Rohff demande alors à Booba de faire un featuring avec lui, il contacte les fondateurs du label 45 Scientific où est signé Booba, Geraldo et Jean-Pierre Seck. Cependant, 45 Scientific exige que Hostile Records, le label de l'époque de Rohff leur cède Le crime paie, grand classique de Lunatic sorti sur la compilation Hostile Hip-Hop 96. Hostile refuse et d'après Rohff, Booba aurait fait empêcher la sortie de CRU - C'est nous la rue sur son album La Vie avant la mort. Cependant, la plus grande rivalité reste celle avec Booba car celui-ci le considère comme un concurrent direct, Rohff rencontrant un grand succès avec Qui est l'exemple en 2002.
Certaines rumeurs prétendaient que la chanson de Sinik, L'assassin, sortie en 2005, lui était destinée. Rumeurs infondées et démenties, le morceau en question étant en fait constitué de ses meilleurs couplets durant la battle Dégaine ton style, et Rohff lui-même les ayant faites taire dans son morceau Arrête de parler. Rohff aurait, selon les rumeurs, clashé plusieurs fois Booba en lui envoyant plusieurs piques, notamment dans les morceaux Code 187 ou Pleure pas. Certains lui reprochent son côté « mainstream », son américanisation, y voyant un retournement de veste : selon ses détracteurs, après avoir insulté les américains tout au long de sa carrière, il a fini par en imiter le son (le mixage d'une grande partie de La Fierté des nôtres est réalisé par Richard Seagal, collaborateur de Dr. Dre et d'Eminem), a tourné le clip de La puissance, morceau produit d'ailleurs par J.R. Rotem, à Los Angeles dans un style gangsta Westcoast (lowrider, etc.), collabore avec Havoc (de Mobb Deep) ou le rappeur The Game sur la compilation The Basement. Rohff a fait une interview pour MTV où il explique que le rap français n'est pas en retard et qu'il a son propre style[réf. nécessaire]. Il a d'ailleurs sorti sa propre ligne de vêtements nommé T'1KIET, devenu Distinct, composée d'une collection haut de gamme et d'une autre plus street. D'ailleurs, il la porte dans un clip de son frère TLF dont il est le producteur exécutif. Distinct a comme concurrent principal la marque Ünkut de Booba.
En 2007, après le tournage du clip "Frais " avec "Gen Renard ' , Rohff a certaines choses à dire à propos de certaine rumeurs comme quoi c'est fait voler son " Cayenne" et qu'il était mort. Rohff très remonté explique tout ça où il parle de Bob Djan et de Mc Jean Gab'1 et la ça donne la fameuse vidéo de la pelle filmé par Booska - P et une bagarre se suivra quelques jours plus .
En 2008, dans le morceau Rap Game issue de l'album Le Code de l'horreur, Rohff clash indirectement Booba sans le nommer dans les lyrics de la chanson « Les armes en photo, il revendique la 0.9 Que du bluff avant son succès il gérait zéro meufs », 0.9 étant le nom de l'album de Booba sorti la même année, montrant une tension et une détestation envers Booba de la part de Rohff.
Le 28 août 2012, présent à l'émission Planète Rap consacré au groupe de son frère TLF, Rohff s'énerve en direct et prend à partie l'animateur Fred Musa. Le point de départ étant un « tweet sur la playlist musicale de Skyrock qu'il n'aurait pas assumé », la dispute dérive vers le rappeur Booba qui est targué de « zoulette » (Rohff déclare qu'il « n'est pas comme l'autre zoulette de Booba, il ne va pas faire de son sur lui »). Une semaine plus tard, Booba, qui avait annoncé la sortie de Caramel, sort finalement Wesh Morray (sans annonce), un morceau violent dans lequel certaines rimes sont perçues comme des piques contre Rohff, sans jamais le citer. Rohff prend ce morceau comme une attaque et annonce sur Twitter préparer sa réponse. Cinq jours plus tard, le 11 septembre 2012, il publie le morceau Wesh Zoulette, remix du single de Booba Wesh Morray, dans lequel il clashe Booba sur trois couplets. Suivra alors une « guerre » opposant les deux rappeurs.
En novembre 2012, Rohff signe chez le major Warner Music. Après l'échec commercial de son dernier album La Cuenta, publié à la fin de 2010, le rappeur avait décidé de rompre son contrat avec sa maison de disque. Les premiers extraits dévoilés pour la promotion de P.D.R.G. datent de fin 2011. Le 9 décembre 2012, Booba, toujours en pleine promotion de son dernier album Futur devait fêter son anniversaire au Régine’s club, un club de la région parisienne, avant d’y renoncer à la dernière minute pour éviter Rohff. Ikbal son petit frère déclare dans une vidéo pour le site Buzzdefou que « Rohff voulait souhaiter un joyeux anniversaire à la zoulette pour lui offrir un cadeau : un nouveau visage. Il voulait le voir en tête à tête pour régler les trucs car il fait des interviews… Il avait besoin de le voir et s'expliquer comme des hommes,. »
En janvier 2013, Booba publie A.C Milan, chanté en Auto-Tune dans lequel il s'en prend ouvertement à Rohff et à son frère Ikbal, ainsi qu'à La Fouine. Le groupe TLF, composé de son frère et Alain 2 l'ombre, répondra le 23 janvier à Booba avec Barça à travers plusieurs piques au début et à la fin du morceau. Le 1er février, Rohff annonce que sa réponse aux différents piques et clashs lancées par Booba, sera incluse dans l'album PDRG. 2 jours après cette annonce, Booba sort TLT , où il attaque à nouveau Rohff, La Fouine et TLF, (le même jour, La Fouine sort un morceau du même nom qui clash Booba).
Le lundi 21 avril 2014, en fin de soirée, un jeune employé d'une boutique Ünkut (marque officielle de Booba) subit une agression de Rohff et une dizaine d'autres personnes, venus chercher Booba qui avait proposé un affrontement en tête à tête à Paris sur Instagram,. Le vendeur de 19 ans tombe dans le coma, duquel il sortira quelques heures plus tard. Des poursuites sont engagées contre Rohff, ses complices étant toujours en cavale. Il est immédiatement incarcéré pour un an de détention préventive, l'affaire étant considérée par les enquêteurs comme un crime. Après seulement 2 mois de détention préventive, Rohff est libéré à la suite du prêt d'une caution par le joueur de foot Samuel Eto'o. Rohff dit plus tard : « Un grand merci à Samuel Eto'o. Un grand Monsieur. Respect et merci frère. ». Pour 2 mois supplémentaires, Rohff est en liberté conditionnelle, la durée totale maximale de détention étant de 4 mois si l'affaire est « correctionnalisée » (considérée comme un délit).
Le 19 mars 2016, Rohff « valide » le clip du morceau Seul de Rim'K. Des rumeurs affirment alors que le rappeur d'origine comorienne s'est réconcilié avec le membre du 113.
En octobre 2017, il est condamné à 5 ans de prison ferme. Le rappeur a choisi de faire appel. Le 6 juin 2019, sa peine est confirmée. Il est libéré 5 mois plus tard, le 22 novembre de la même année.

### Propagation de fausses informations
Le 13 septembre 2023, Rohff partage sur son compte X (ex-Twitter) une infox concernant le guide d'Éducation à la Vie Relationnelle, Affective et Sexuelle (EVRAS), relayant ainsi une désinformation issue de réseaux complotistes et d'extrême droite.

## Discographie
- 1999 : Le Code de l'honneur
- 2001 : La Vie avant la mort
- 2004 : La Fierté des nôtres
- 2005 : Au-delà de mes limites
- 2008 : Le Code de l'horreur
- 2010 : La Cuenta
- 2013 : P.D.R.G.
- 2015 : Le Rohff Game
- 2018 : Surnaturel
- 2021 : Grand Monsieur
- 2024 : Fitna [76]

## Filmographie

### Cinéma
- 2003 : Si tu roules avec la Mafia K'1 Fry[77] (documentaire) avec Kery James, Mokobé, Demon One, Jessy Money.. : lui-même
- 2005 : Le biz des nôtres (court métrage), réalisé par Kader Ayd, avec Larbi Naceri, Kamelancien, Rim'K, Demon One.. : lui-même
- 2009 : La note du crime (court métrage), réalisé par Chil-P, avec Chil-P, Mac Tyer  : lui-même
- 2009 : Zénith Classics (DVD), concert-live au Zénith de Paris, réalisé par François Goetghebeur : lui-même
- 2022 : Classic Tour, premier concert à Paris-Bercy : lui-même
- 2025 : Classic Tour, les 20 ans de l'album la Fierté des Notres[78], second concert à Paris-Bercy : lui-même

### Séries télévisées
- 2021 : Validé de Franck Gastambide : lui même (saison 2)

### Doublage
- 2006 : Arthur et les Minimoys : Max
- 2009 : Arthur et la vengeance de Maltazard : Max